# Johannes de Sibillia iz Andaluzije
Johannes de Sibillia iz Andaluzije (fl. 1388. – 1410.), jedan od najranijih poznatih graditelja portativa i orgulja u Hrvatskoj. Djelovao u Dubrovniku.